# Māhū

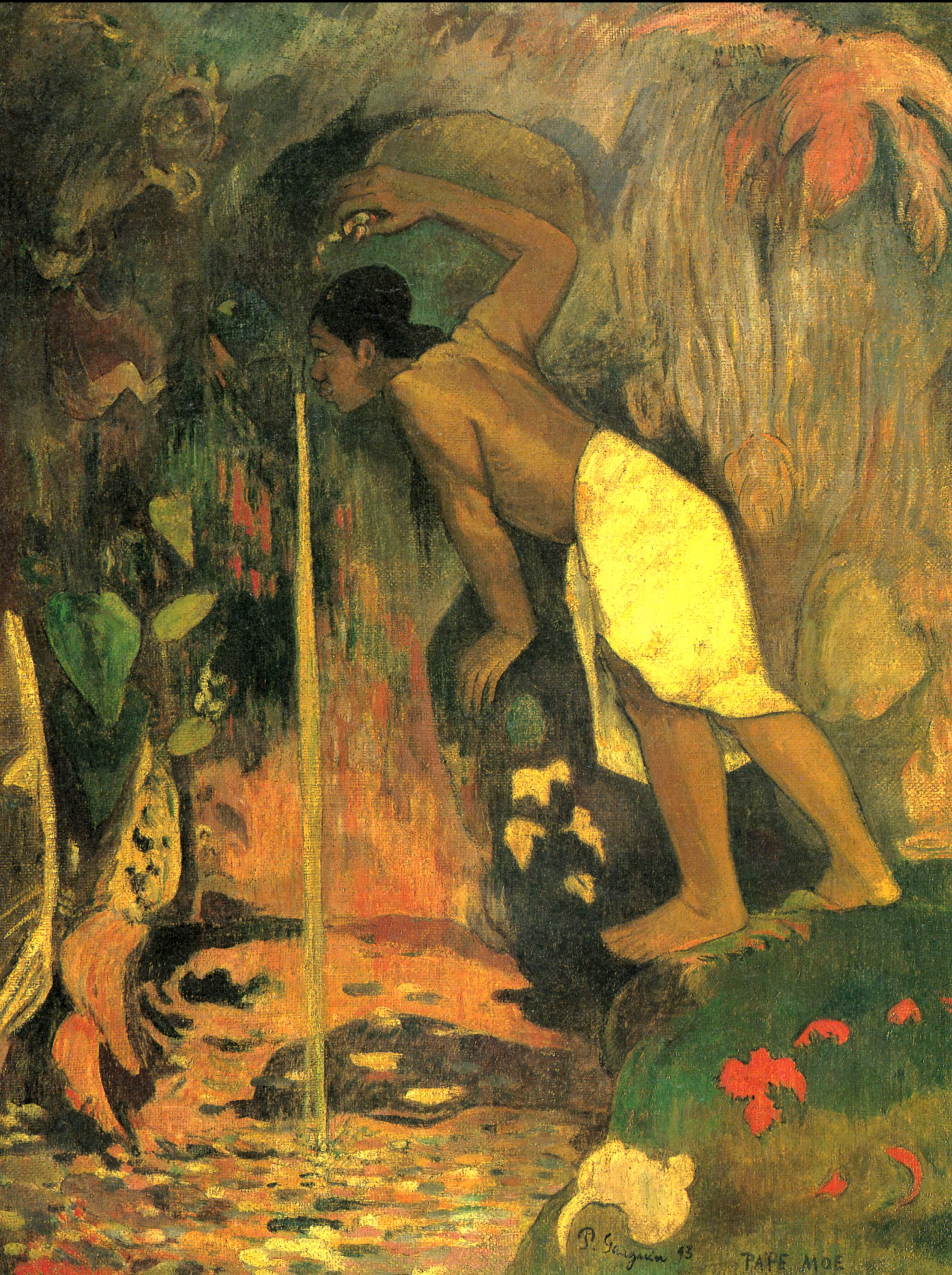
La sorgente misteriosa di Paul Gauguin, 1893: è raffigurato un māhū intento a bere da una piccola cascata

I māhū (letteralmente "nel mezzo") sono persone che si sono incarnate in un unico corpo pur possedendo entrambi gli spiriti di kāne (uomo) e wahine (donna) nella cultura tahitiana e nativo-hawaiana, simili ai fa'afafine samoani e ai fakaleiti tongani.
Essi non vanno confusi con gli aikāne, ovvero giovani kāne (uomini) che ricoprivano il ruolo di amanti o favoriti degli ali'i (nobili hawaiani).

## Storia
Nella storia precoloniale delle Hawaii, i māhū erano sacerdoti e guaritori rispettati, sebbene gran parte di questa storia sia stata elisa a causa dell'intervento dei missionari. La prima descrizione di un māhū si trova nel diario di bordo della HMS Bounty di William Bligh, che si fermò a Tahiti nel 1789: gli fu presentato un membro di «una classe di persone molto comune a Tahiti chiamata māhū...sebbene ero certo fosse un uomo, egli possedeva grandi tratti di effeminatezza su di lui».

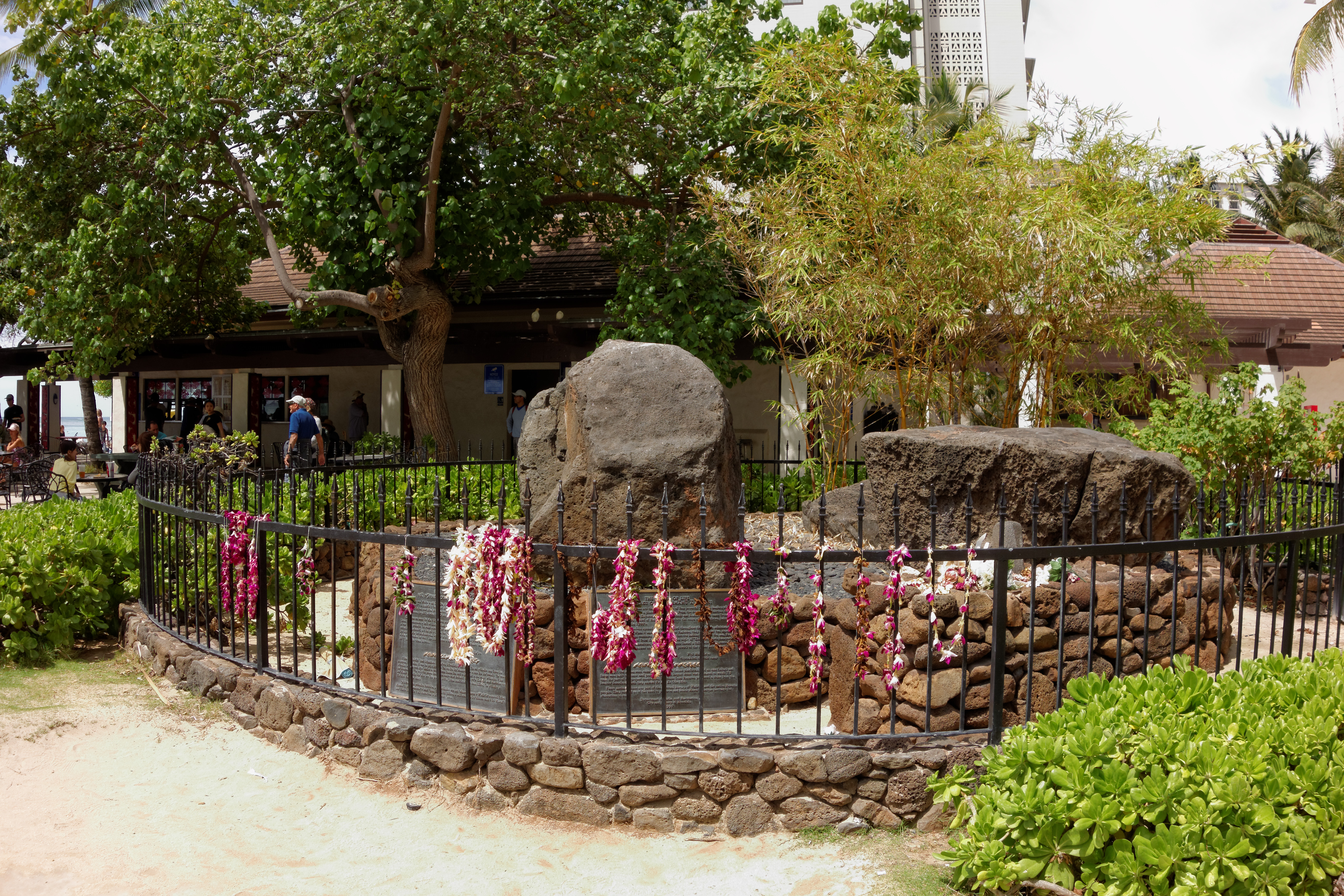
Le pietre di Kapaemāhū situate a Waikiki Beach, risalenti circa al 400 a.C.

Un monumento rimasto intatto sono le pietre di Kapaemāhū, situate a Waikiki Beach, che commemorano quattro importanti māhū che per primi, intorno al 400 a.C., portarono le arti curative da Tahiti alle Hawaii. Prima di tornare in patria, essi vollero lasciare alla popolazione hawaiana un modo per usufruire delle arti curative anche in loro assenza: presero quindi dei massi dalla cava di Kaimuki, che nel corso degli anni verranno spostati fino ad arrivare alla collocazione attuale.
Il dizionario hawaiano di Pukui e Ebert dà una definizione fuorviante al termine māhū: «omosessuale, di entrambi i sessi; ermafrodito».  L'idea che i māhū siano "mosaici biologici" sembra essere un fraintendimento del termine "ermafrodito", che nelle prime pubblicazioni di sessuologi e antropologi era usato generalmente per indicare «un individuo che ha gli attributi sia maschili che femminili», inclusi sociali e comportamentali – non necessariamente un ibrido biologico o un individuo intersessuale. Ciò ha portato gli individui omosessuali, bisessuali e di genere non conformi a essere etichettati erroneamente come "ermafroditi" nella letteratura medica.
Nel 1891 il pittore francese Paul Gauguin, quando arrivò per la prima volta a Tahiti, venne considerato come un māhū dagli indigeni a causa del suo modo di vestire sgargiante durante quel periodo. La sua opera del 1893 La sorgente misteriosa (Papa Moe) raffigura un māhū che beve da una piccola cascata.
Nei primi anni dell'Ottocento vennero introdotte alle Hawaii le prime leggi bibliche, portate dall'Occidente dai missionari cattolici; sotto la loro influenza, la prima legge anti-sodomia venne approvata nel 1850. Queste leggi portarono alla stigmatizzazione sociale dei māhū nelle Hawaii. A partire dalla metà degli anni '60, il consiglio comunale di Honolulu richiedeva alle donne transessuali di indossare un distintivo che identificava loro come maschi.
Negli anni Ottanta del 1900, i māhū, i fa'afafine e altre culture queer del Pacifico iniziarono ad organizzarsi, ricevendo riconoscimenti internazionale in diversi settori. Nel 2003 è stato coniato il termine mahuwahine all'interno della comunità hawaiana: la parola è composta dai termini māhū ("nel mezzo") e wahine ("donna"), rendendo la struttura del vocabolo simile alla parola fa'afafine. Il termine mahuwahine ricorda un'identità transgender che coincide con la rinascita culturale hawaiana.

## Ruolo nella società
In molte comunità tradizionali i māhū svolgono un ruolo importante nel portare avanti la cultura polinesiana, insegnando anche «l'equilibrio tra donna e uomo durante la creazione». I māhū della società moderna portano avanti alcune tradizioni come la connessione con la terra, la conservazione della lingua e la conservazione e rinascita di attività culturali come danze tradizionali, canti e metodi di suonare strumenti musicali culturalmente specifici. Essi non alterano i loro corpi attraverso ciò che verrebbe considerato un intervento chirurgico di riassegnazione di genere, e proprio come qualsiasi persona nella società hawaiana o tahitiana si vestono in modo diverso per il lavoro, la casa e le serate.
Mantenere forti le relazioni familiari è fondamentale nella cultura māhū , poiché i legami di parentela all'interno di tutte le culture hawaiane o tahitiane sono essenziali per la sopravvivenza della famiglia. Quando possibile, i essi mantengono solidi rapporti con le loro famiglie di origine, spesso diventando genitori adottivi dei nipoti: sono stati notati per essere particolarmente «compassionevoli e creativi». Questa predisposizione nell'allevare i bambini è considerata un'abilità speciale specifica delle persone māhū.